# Émile Paulus
Pour les articles homonymes, voir Paulus.
Émile Paulus, né le 5 septembre 1862 dans le 4e arrondissement de Paris et mort le 27 février 1938 à Saint-Maur-des-Fossés,, est un nageur français, qui remporta la première édition de la traversée de Paris à la nage en 1905, et échoua dans sa tentative de traverser la Manche en 1908.

## Biographie

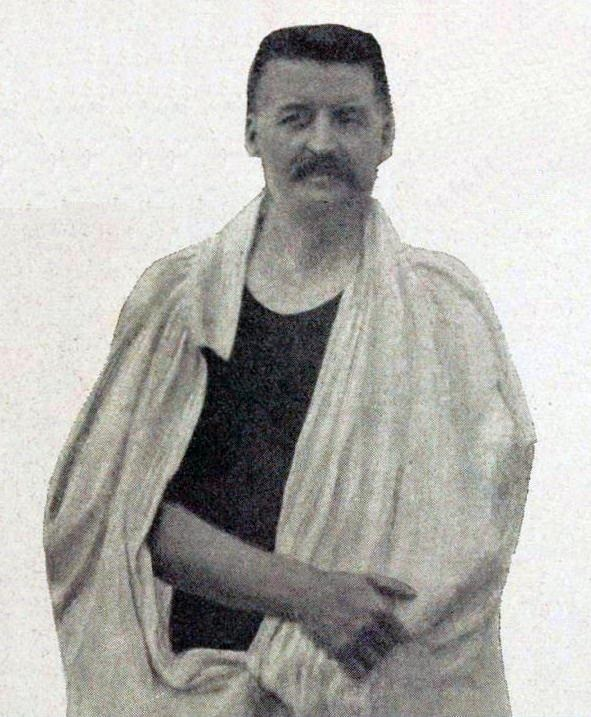
Émile Paulus en août 1906.

Pratiquant la natation en amateur à titre de loisir sportif, Émile Paulus travaillait comme employé de banque en 1894, puis comme négociant en 1896. En 1905, il dirigeait une « importante maison de chapellerie » à Paris avant d'exercer la profession de représentant de commerce en 1929.
Paulus est le premier nageur français à pratiquer l'over arm stroke.
En 1887, il remporte déjà contre des compétiteur anglais le Championnat international du Havre, disputé sur une distance de 1 200 mètres.
En 1893, il bat l'Anglais A.-G. France sur 2 650 mètres.
Paulus remporte à 44 ans, en 1905, la première traversée de Paris à la nage, course de 12 km où s'élancent notamment le Britannique Bill Burgess et l'Australienne Annette Kellerman. Il se classe quatrième des éditions 1906, 1907 et 1917 de cette compétition.
Le 25 août 1907, il gagne la Course de six heures à la nage organisée par le journal L'Auto à Joinville-le-Pont,.
Le 12 août 1908, il part de Douvres pour tenter la traversée de la Manche à la nage (ce qui aurait fait de lui le deuxième à réussir cet exploit après Matthew Webb en 1875), mais il doit renoncer après avoir parcouru 20 km depuis la côte anglaise, incommodé par l'absorption involontaire d'eau salée.
Deux de ses fils furent eux aussi des nageurs de haut niveau :
- René Jean Edmond Paulus, né dans le 8e arrondissement de Paris le 22 novembre 1894[15], réussit un beau doublé en août 1911 en se classant deuxième au championnat du mille professionnel (ancêtre du 1500 mètres) et deuxième au championnat de l'heure[16], puis concourut lors des Championnats de France professionnels de natation à Joinville-le-Pont en 1912[17]. La Première Guerre mondiale conclut brutalement sa carrière. Maréchal des logis dans l'artillerie, il mourut de blessures de guerre le 24 septembre 1918 à l'hôpital de Champigny-sur-Marne[18].
- Georges Paulus, né dans le 2e arrondissement de Paris le 30 janvier 1896[6], s'octroya le record de France de natation messieurs du 100 mètres nage libre en 1 min 08 s le 28 mai 1919[19], et devint champion de France du 100 mètres et du 300 mètres nage libre. Il fut sélectionné comme international de natation lors des Jeux olympiques d'été de 1924. Il se reconvertit comme professionnel de la route[8] et mourut victime d'un accident de la circulation[20],[21] le 5 juillet 1937 dans le 14e arrondissement de Paris[22].

## Sources
- « Le premier Français à tenter la traversée de la Manche, en 1908 », WaterPlouf.
- « Interview de Paulus en 1905 », Le Sport universel illustré, 2 juillet 1905, p.604.